# リェイダ博物館
リェイダ博物館（カタルーニャ語: Museu de Lleida, スペイン語: Museo de Lérida）は、スペイン・カタルーニャ州リェイダ県リェイダにある博物館。美術と歴史を専門としている。カタルーニャ州政府、リェイダ市議会、ローマ・カトリック教会リェイダ司教区、サグリアー郡議会が運営している。

## 歴史

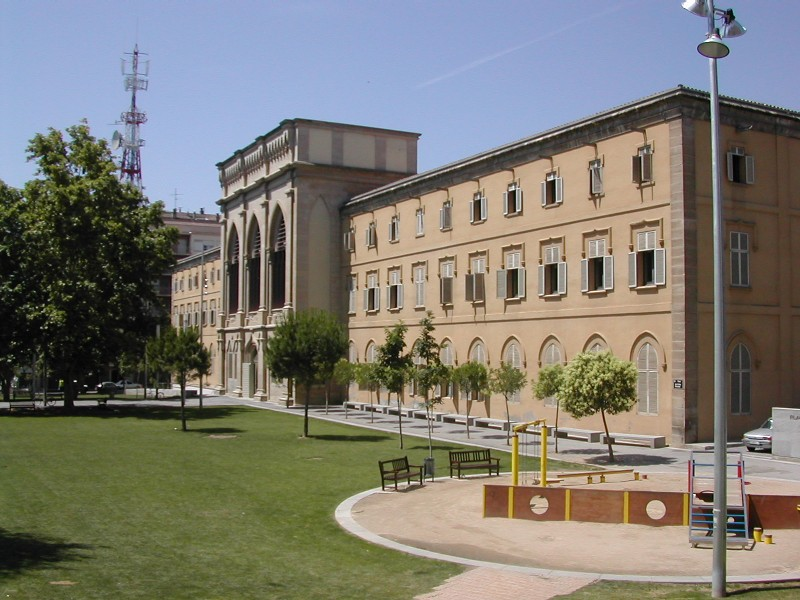
博物館設立時の建物

1833年以降の第1次カルリスタ戦争で敗北したカタルーニャ地方からは多くの宗教美術品が失われたが、19世紀半ばにはカタルーニャ語とカタルーニャ文化の復興運動であるラナシェンサ（ルネサンス）運動が興った。
1891年にはラナシェンサ運動の一環として、ホセ・モルガデスによってビック・エピスコパル博物館が設立された。数年後にはホセ・メセゲール・イ・コスタ司教によってリェイダ教区教会考古博物館が設立され、幅広いコレクションを収集した。また他方では、19世紀半ばに設立された古美術博物館にさかのぼる、リェイダ研究所の考古学コレクションもリェイダ博物館の基盤となっている。
これらの収集品を基にして、1997年8月1日にリェイダ博物館が設立された。2003年7月には本館の建設が開始され、2007年11月30日にはリェイダ大学やリェイダ公共図書館などがあるアラゴー通り（アラゴン通り）に本館が竣工した。

## 収蔵物
展示スペースは7,000平方メートル以上。古代ローマ時代、イスラーム時代、ロマネスク時代、ゴシック時代、ルネサンス時代、バロック時代など、様々な時代のコレクションを有し、以下のような時代区分がなされている。先史時代から20世紀までの、リェイダ司教区の範囲を対象として、現在のリェイダ県の範囲とはやや異なる。このため、アラゴン州にありカタルーニャ語が話されるラ・フランハからの出土物も所蔵しているなど、設立時からいくつかの議論がなされている。
- 旧石器時代と新石器時代
- 青銅器時代
- 鉄器時代
- 古代ローマ時代
- 古代後期
- アル・アンダルス時代
- ロマネスク時代
- ゴシック時代
- ルネサンスとバロック時代